# Vernár
Vernár (węg. Vernár, niem. Wernsdorf) – wieś (obec) na Słowacji położona w powiecie Poprad, w kraju preszowskim. Wieś leży na pograniczu Słowackiego Raju i Niżnych Tatr w dolinie Vernárskiego potoku na wysokości 778 m n.p.m.
Pierwsza wzmianka o miejscowości pochodzi z 1295 roku. W roku 1310 w dokumentach można odnaleźć wzmiankę o villa Vernari. Miejscowa ludność zajmowała się głównie pasterstwem i leśnictwem. W czasie II wojny światowej wielu mieszkańców wsi brało czynny udział w słowackim powstaniu narodowym.
Obecnie Vernár, w którym na stałe mieszka niecałe 600 osób, znany jest jako ośrodek sportów narciarskich.
Obec ma powierzchnię 52,879 km².

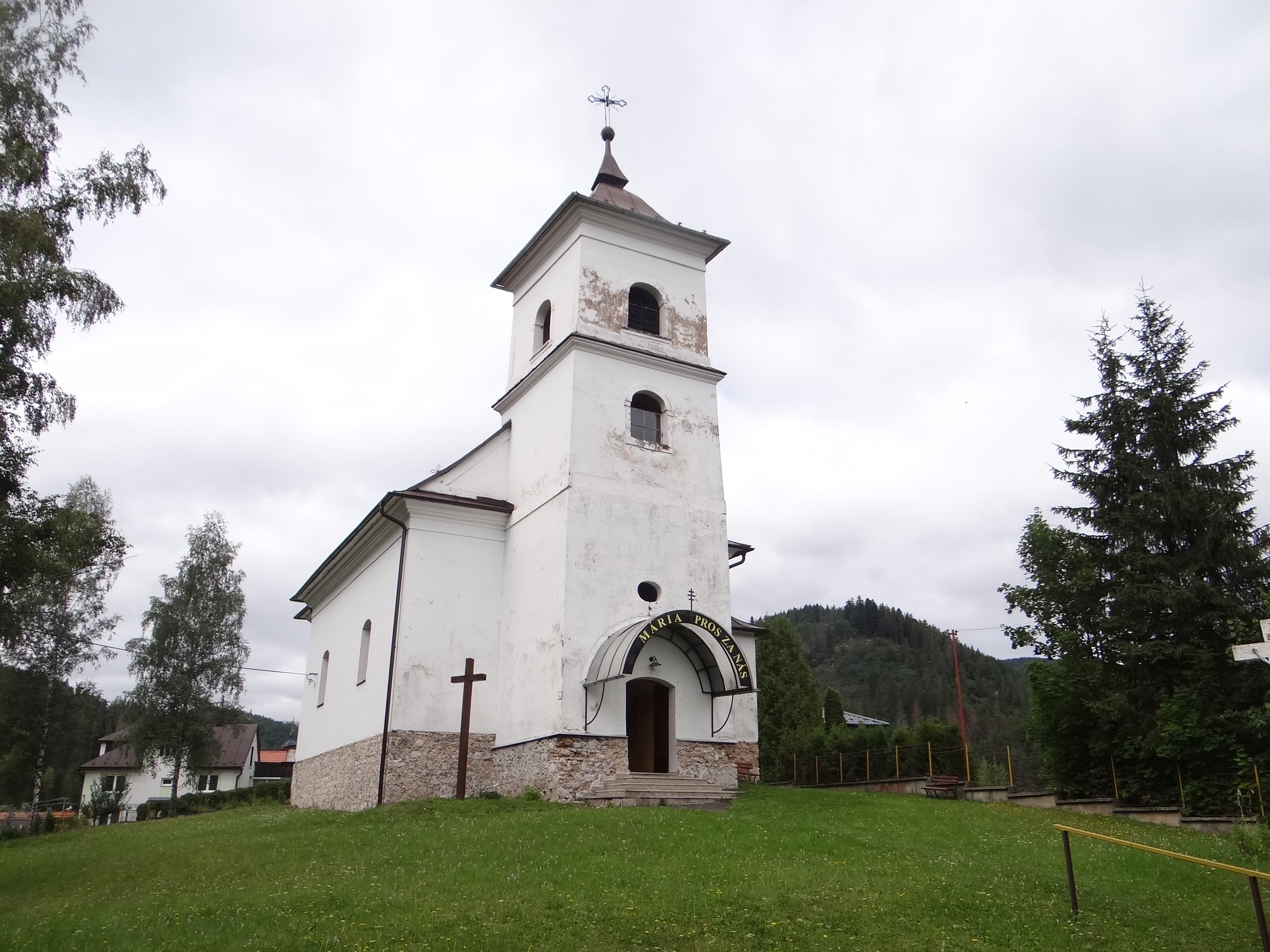
Kościół katolicki
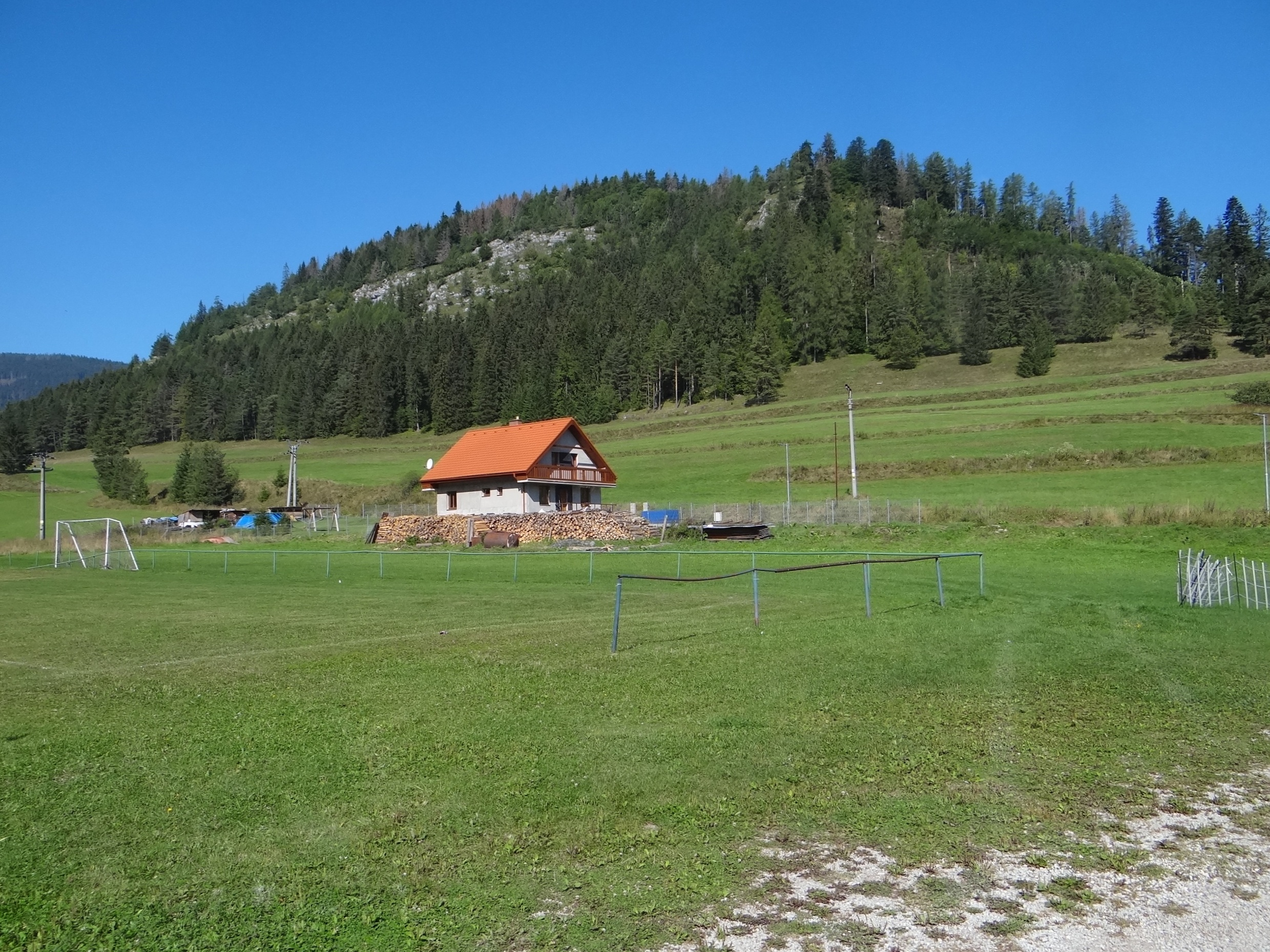
Barbolica
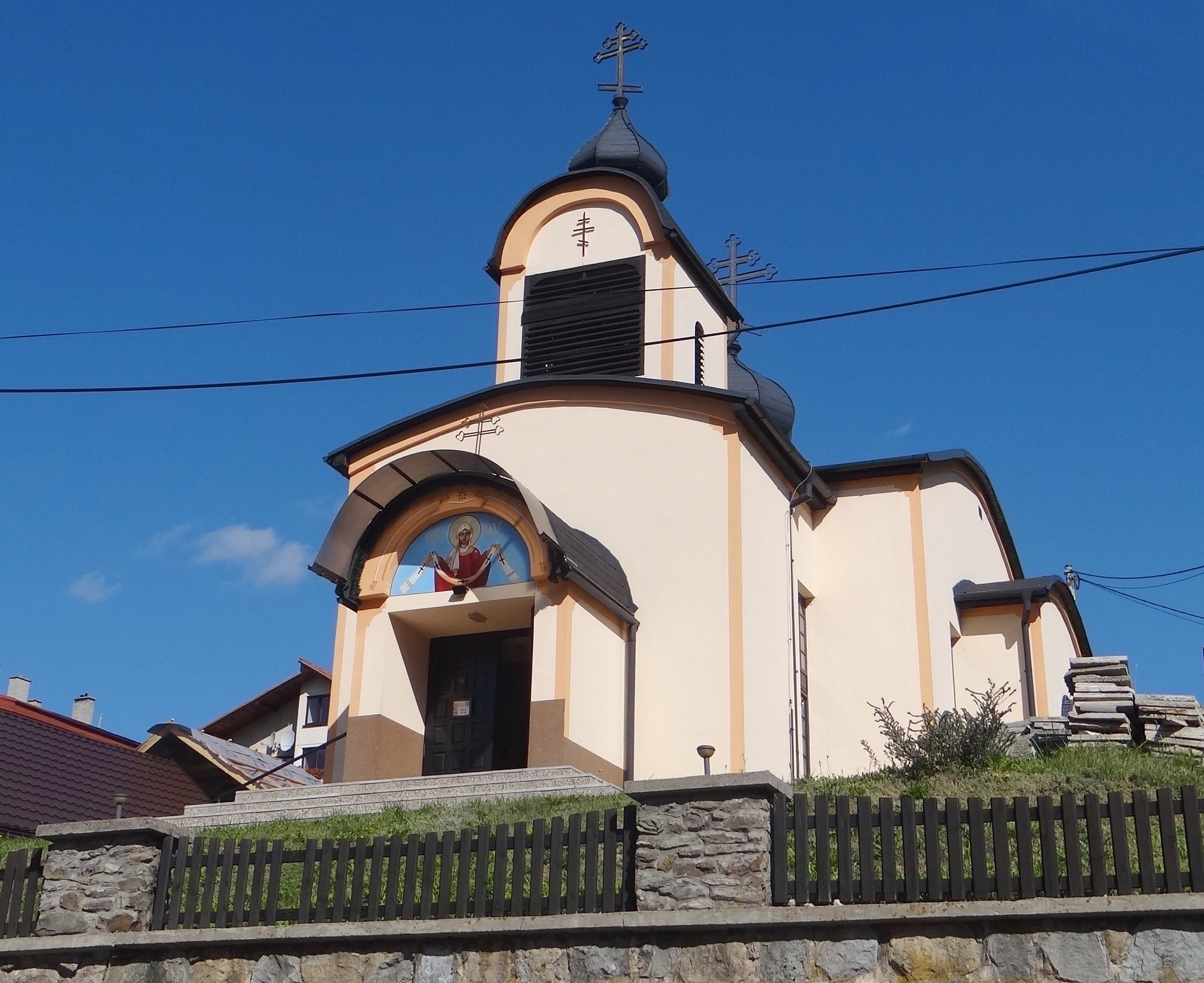
Cerkiew prawosławna